# George Albert Boulenger
George Albert Boulenger (19. října 1858 Brusel, Belgie – 23. listopadu 1937 Saint-Malo, Francie) byl belgicko-britský zoolog. Proslavil se tím, že popsal více než 2500 druhů živočichů, především ryb, plazů a obojživelníků přibližně v 900 publikacích. Je autorem první anglicky psané knihy o hadech Evropy.
Již ve 36 letech, v roce 1894 byl zvolen členem Královské společnosti. Hovořil anglicky, francouzsky a německy, výborně znal řečtinu a latinu, četl ve španělštině, italštině a příležitostně v ruštině. Byl také houslistou.

## Životopis
Narodil se v Belgii v Bruselu jako jediný syn Gustava Boulengera, notáře v Mons, a Juliette Piérart z Valenciennes. Vyrůstal a chodil do škol v Bruselu. V roce 1876 promoval na Université Libre de Bruxelles v oboru přírodních věd. Začal pracovat v Královském belgickém institutu přírodních věd v Bruselu jako pomocný přírodovědec při studiu obojživelníků, plazů a ryb, přičemž často jezdil do Národního přírodovědného muzea v Paříži a Přírodopisného muzea v Londýně.
V roce 1880 jej přizval ke spolupráci významný ichtyolog a herpetolog Albert Günther, hlavní kurátor zoologické sbírky Přírodopisného muzea v Londýně, tehdejší součásti Britského muzea. Boulenger nabídku přijal a byl pověřen katalogizováním obojživelníků. Protože v této pracovní pozici byl státním úředníkem Britského impéria, stal se naturalizovaným britským občanem. Roku 1882 se Boulenger stal prvním asistentem (first-class assistant) v oddělení zoologie v Britském muzeu, kde pracoval do roku 1920. Tehdy odešel do důchodu. Vrátil se do Belgie a pracoval na systematice evropských růží v Jardin Botanique de l'Etat v Bruselu.
V roce 1937 byl vyznamenán belgickým Řádem Leopolda.
Mezi jeho nejvýznamnější zoologické objevy patřil nález kaprovité ryby parmičky slepé (Caecobarbus geertsii), která se vyskytuje pouze na území Demokratické republiky Kongo. Ryba nemá oči a pigmentaci, protože se vyskytuje výhradně ve vodách tmavých jeskyní.
Byl držitelem čestných titulů několika univerzit a čestným členem vědeckých společností v Belgii, Brazílii, Francii, Chille, Německu, Indii, Itálii, Lucembursku, Rusku, Španělsku, Švédsku, Švýcarsku a Spojených státech amerických. Na Boulengerovu počest bylo pojmenováno více než 160 živočichů.